# Hydrobius fuscipes
Hydrobius fuscipes är en skalbaggsart som först beskrevs av Carl von Linné 1758.  Hydrobius fuscipes ingår i släktet Hydrobius och familjen palpbaggar. Arten är reproducerande i Sverige. Inga underarter finns listade i Catalogue of Life.